# California Redemption Value
カリフォルニア回収額 (California Redemption Value、CRV)やカリフォルニア払い戻し額とはカリフォルニア州でリサイクル可能な飲料容器に支払う法定費用である。この費用は、「California Beverage Container Recycling and Litter Reduction Act of 1986 (AB 2020, Margolin)」で規定され、2010年から「Cal/EPA California Department of Resources Recycling and Recovery (CalRecycle)」によって運営されている（以前は、California Department of Conservation, Division of Recycling によって管理されていた）。
製造業者は、アルミニウム、プラスチック、ガラス、バイメタル製飲料容器に入った飲料に対してCRVを支払い、誰でも容器をリサイクルセンターに持ち込むことで、CRVと同じ金額を受け取ることができます。現在、24 US液量オンス (710ml)未満の容器のCRVは5セントで、24US液量オンス (710ml) 以上の場合は10セントです。州では、リサイクル業者が重量に対してCRVを支払うことを許可しており、重量当たりの最低価格が定められている。50本以下を持ち込んだ場合は、数量によって支払うことを要求することができる。それ以上の場合はリサイクル業者の判断に任せられる 。リサイクル業者は汚れている容器の場合は受け取りを拒否したり減額することができる。州外から缶やボトルをカリフォルニア州に持ち込んでCRVを得ようとすることは違法であり、詐欺罪として重罪となる 。
California Redemption Valueは、他の州で使用されているボトル代のデポジットに似ているが、実際は飲料の販売業者に課される料金である。この料金は通常の市場原理によって小売業者と消費者に添加される傾向にある。小売業者は通常、広告やレシート上で本体価格とは別にCRVを表記することが多い（たとえば、総額50セントの炭酸飲料の料金は「45セントと5セントのCRV」と表記する）。
CRVとデポジットまたは税金との違いの1つは、その商品が消費税の対象である場合、CRV金額にも消費税が課税されることです 。その製品の本体価格の一部ではない場合、消費税は適用されない。その結果、カリフォルニア州がCRVの価格を2Lボトルで4セントから8セントに、缶で2セントから4セントに引き上げた場合、消費税もそれぞれ10セントと5セント増えることになる。
コネチカット、ハワイ、アイオワ、マサチューセッツ、メイン、ミシガン、ニューヨーク、オレゴン、バーモントなど、他の州にも同様のボトル代/デポジット法がある  。
フレズノ州には、ゴミ箱の隣に専用の飲料容器リサイクルボックスがあった。鍵をかけるなど、盗難から守るための最善の努力にもかかわらず、フレズノ州の環境健康安全部のマネージャーによると、「ホームレスが鍵を破壊して盗む」としてリサイクルボックスを撤去することとなった 。

## 飲料の種類
CRVは、次の種類の飲料に対して支払われる。
- 炭酸 水と非炭酸水
- 炭酸および非炭酸清涼飲料、エネルギー飲料、スポーツ飲料
- コーヒーと紅茶の飲み物
- ビールと他の麦芽飲料
- 蒸留酒クーラー（蒸留酒ではない） [9]
- 46US液量オンス(1400ml)未満の容器に入った100％ フルーツジュース [10]

CRVは以下に対しては支払われない。
- そのままもしくは香りづけしたミルク
- 医療食品
- 乳児用食品
- ワイン
- 蒸留酒
- 46US液量オンス(1400ml)以上の容器に入った100％フルーツジュース
- 16US液量オンス(470ml)以上の容器に入った100％ 野菜ジュース
- 液体ではない、または「すぐに飲める」形ではない製品
- 人が消費することを意図していない製品
- ガラス、金属、またはプラスチック製でない容器

## リサイクルセンター
2019年8月、カリフォルニア州最大のリサイクル払い戻しおよび処理センターのオペレーターであるRePlanetは、国の手数料の継続的な減額、リサイクルされたアルミニウムとPETプラスチックの価格低下、および運用コストの上昇により、既存の284のセンターすべてを閉鎖し、業務を停止し、750人の従業員を解雇し、債権者に支払う資産の清算プロセスを開始すると発表 。2016年2月、RePlanetは191のリサイクルセンターを閉鎖し、300人近くの従業員を解雇していた 。